# 교황 그레고리오 1세
교황 그레고리오 1세(라틴어: Gregorius PP. I, 이탈리아어: Papa Gregorio I)는 제64대 교황(재위: 590년 9월 3일 - 604년 3월 12일)이다.
기독교 역사상 교황 레오 1세와 더불어 대교황이라는 칭호를 받았다. 그러한 연유로 대교황 그레고리오, 대(大)그레고리오(라틴어: Gregorius Magnus, 이탈리아어: Gregorio Magno) 등으로도 불린다. 그레고리오 1세는 최초로 수도 생활을 체험한 교황이자 라틴 교부 가운데 한 사람으로서, 교회학자의 칭호를 받았으며, 이전의 그 어느 교황보다 가장 많은 저서를 남긴 것으로 알려져 있다. 전례 분야에서는 로마 양식 미사 전례를 개혁하여 미사 전문을 오늘날의 형식으로 만들고, 각 지방에서 제각기 불리던 성가들을 재정리해 전례와 전례력에 알맞게 맞추는 업적을 남겼다. 그리하여 그는 ‘기독교 전례의 아버지’라고 불린다.
사후 대중의 강력한 지지로 즉시 성인으로 시성되었으며, 로마 가톨릭교회와 동방 정교회, 성공회, 루터교 등에서 공경을 받고 있다. 상징물은 교황관, 비둘기 모습을 한 성령, 책 등이며, 음악가와 가수, 교사, 학생의 수호성인이기도 하다.

## 생애 초기
그레고리오가 탄생할 날짜는 정확히 알 수 없지만, 아마도 540년 즈음인 것으로 추정된다. 그의 부모는 아들의 이름을 그레고리오라고 지었는데, 이는 그리스어로 ‘파수하다’ 또는 ‘지키다’라는 뜻이다. 이 이름에 대한 어원을 연구했던 중세 작가들은 이름이 내포한 뜻을 교황 본인의 삶에 그대로 투영하였다. 가령 애빙던의 앨프릭은 “그(그레고리오)는 하느님의 계명 안에서 매우 부지런했다.”라고 논평하였다.
그레고리오는 부유한 로마 귀족 가문 출신으로 부친의 이름은 고르디아누스, 모친의 이름은 실비아이다. 그레고리오의 가문은 교회와 가까운 관계였으며, 그의 고조부는 교황 펠릭스 3세이다. 다만 펠릭스 3세는 고트족의 왕 테오도릭의 추대로 교황이 된 것이었던 반면에, 그레고리오는 교황 선거에서 당당히 선출되어 베드로좌를 계승한 것이었다는 차이점이 있다. 그레고리오가 교황으로 선출된 덕분에 그의 가문은 당대 가장 막강한 성직 가문으로 부상하였다. 그레고리오의 가문은 대대로 첼리오 언덕에 있는 대저택(villa suburbana)에 거주하였다. 반대편에는 팔라티노 언덕에는 옛 로마 황제들이 거주하던 궁전들이 있다. 그리고 두 언덕 사이에 거리가 있는데, 오늘날에는 산 그레고리오 거리(Via di San Gregorio)라고 불리고 있다. 그 거리에서 북쪽으로 가면 콜로세움과 맞닿아 있으며, 남쪽으로 가면 원형경기장 키르쿠스 막시무스와 맞닿아 있다. 그레고리오가 살았던 시절에 키르쿠스 막시무스는 이미 황폐화된 지 오래되었으며, 개인 소유 건물로 전락하였다. 이 지역에는 수많은 빌라로 뒤덮였으며, 그레고리오의 가문 또한 로마 인근은 물론 시칠리아에도 부동산을 가지고 있었다. 그레고리오는 나중에 챌리오 언덕에 있는 자기 가문의 저택에 프레스코화를 그리도록 했는데, 300년이 지난 후 요한네스 히모니데스는 프레스코화를 보고 다음과 같이 묘사하였다. 고르디아누스는 키가 크고 긴 얼굴형에 반짝이는 눈을 가지고 있었다. 그리고 턱수염을 기르고 있었다. 실비아 역시 키가 컸으며, 둥근 얼굴형에 눈동자는 파란색이었다. 그녀는 명랑해 보였다. 두 사람 사이에는 그레고리오 말고도 아들이 하나 더 있었는데, 그의 이름과 생애에 대해서는 전혀 알려진 바가 없다.
그레고리오는 이탈리아가 대변동하던 시기에 태어났다. 542년부터 동로마 제국에서 유스티니아누스 역병이 바다 건너 이탈리아에까지 번졌다. 역병이 이탈리아 전체를 휩쓸면서 사회에 기근과 공포가 만연하였으며, 이따금씩 폭동도 일어났다. 몇몇 지역에서는 3분의 1이 넘는 인구가 쓰러지거나 사망했으며, 이는 이탈리아인들에게 큰 정신적 충격을 안겨다 주었다.
정치적으로 540년대 이탈리아는 서로마 제국이 멸망한 후 고트족 왕들이 통치하고 있다가 콘스탄티노폴리스를 수도로 한 동로마 제국의 황제 유스티니아누스 1세에 의해 점차 로마 제국의 영역으로 다시 되돌려지고 있었다. 당시 전투는 주로 이탈리아 북부 쪽에 있었기 때문에 어린 시절의 그레고리오는 전쟁을 체험하지 못했다. 부친이 정계에서 은퇴하자 그의 가족은 고르디아누스 황제의 시칠리아 사유지로 이사를 갔다가 549년에 로마로 돌아왔다. 547년 토틸라가 로마를 약탈하고 시민들을 내쫓으면서 로마는 거의 파멸 상태에 놓이게 되었지만, 549년 쫓겨나간 시민들에게 다시 돌아올 것을 촉구하였다. 고트족과의 전쟁은 552년에 종식되었으며, 이어진 프랑크족의 침입도 554년에 격퇴하였다. 554년 이후 이탈리아는 평화를 되찾았으며, 제국 정부가 콘스탄티노폴리스에 있다는 것만을 제외하면 과거 로마 제국의 모습으로 재건되었다.
그레고리오는 고등교육을 받았으며, 투르의 그레고리오는 그가 문법, 변증법, 수사학 분야에서 당시 최고의 전문가라고 전하였다. 그는 라틴어를 정확히 쓸 줄 알았던 데 반해, 그리스어는 읽지도 쓰지도 못했다. 또한 라틴 문학, 자연과학, 역사, 수학, 음악 등에서도 조예가 깊었으며, 법률에 대해서도 제국법에 능통하여 그의 학덕은 동시대의 어느 누구도 넘볼 수 없을 정도로 높았다. 그는 마치 공직으로 나가 출세하기 위해 태어난 사람처럼 보였다.
부친이 살아있을 적에 그레고리오는 부모의 권유로 570년 공직에 들어가 정치인으로서의 삶을 살았으며, 한때 로마 시장(Praefectus urbi)의 지위에까지 올라 로마의 재정과 방어, 보급 등 모든 일을 주관하였다. 이러한 경험을 통해 그는 책임감과 공무에 대한 지식을 쌓을 수가 있었다.
오늘날 그레고리오는 종종 로마와 게르만계, 동방과 서방, 그리고 무엇보다도 고대와 중세의 경계선에 위치한 인물로 평가받고 있다.

## 수도 생활

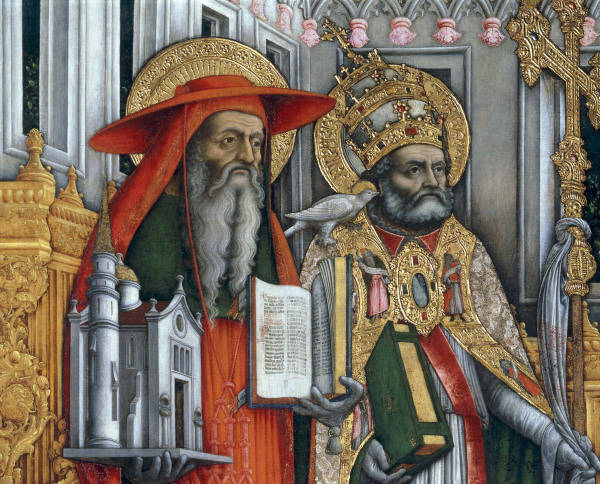
성 예로니모(왼쪽)와 성 대 그레고리오(오른쪽).

어릴 때부터 그레고리오는 신심 깊은 어머니의 영향을 받아 하느님을 섬기는 일에 열성적이었다. 부친이 사망한 후에 그는 수사가 되어 키르쿠스 막시무스 맞은편 첼리오 언덕에 위치한 자신의 대저택(villa suburbana)을 수도원으로 개축하였다. 성 안드레아 사도를 수호성인으로 모신 이 수도원은 그레고리오가 세상을 떠난 후에 산 그레고리오 마노 알 첼리오 성당으로 개축되어 시성된 그레고리오를 수호성인으로 모시게 되었다. 그레고리오는 자신이 이해한 관상 기도를 “하느님 안에 쉼”이라고 표현하면서, 관상 생활은 “관상하는 동안에는 마치 모두 잠들어 자기 주위에 아무도 없는 듯이 느껴질 정도로 마음이 침묵 상태에 머물러 있는 것”이라고 설명하였다. 수도 생활 시절의 그레고리오는 항상 너그럽거나 상냥하지만은 않은 인물이었다고 전해진다. 한 예로, 낡은 침실에 누워 임종을 기다리던 한 수사는 죽기 전에 자신이 금화 세 닢을 훔쳤다고 고백하였다. 실제로 그의 침실을 살펴보니 금화 세 닢이 숨겨져 있었다. 청빈 허원을 한 이 수사의 죄를 보고 그레고리오는 다른 이에게 교훈이 되도록 그 옆에 아무도 가까이하지 못하게 하여 홀로 고독하게 죽게 했다. 그리고 수사가 사망한 후에는 외딴 곳에 무덤을 파고 시체를 묻을 때 금화 세 닢을 그 위에 던지며 수사 일동과 함께 “이 금화와 함께 너는 지옥에 떨어질 것이다.”라고 저주하였다. 그레고리오는 설사 임종을 앞두고 있는 사람이라 할지라도 죄를 지었으면 마땅히 벌을 받아야 한다고 생각하였다. 물론 그가 이렇게 엄격하게 행동한 것은 그 수사가 자신이 지은 죄를 진정으로 참회하고 회개할 수 있도록 도와주기 위해서 한 것이었을 뿐, 죄에 대한 분노를 이기지 못해서 한 것이 아니었다. 실제로도 그레고리오가 내린 처벌은 수사의 회개하는 데 큰 도움이 되었다. 이후 그레고리오는 연옥에 있을 수사의 영혼을 위로하고 하루속히 그가 보속을 모두 기워갚고 하늘나라에 갈 수 있게 도와주기 위한 지향으로 서른 대의 미사를 봉헌하도록 했다. 수사가 죽은 지 30일 후, 사망한 수사의 영혼은 다른 수사에게 나타나 이때까지 연옥에서 고통받고 있었으나 오늘 해방되어 이제 하늘나라로 가게 되었다고 대답했다고 한다. 교황 펠라지오 2세는 그레고리오를 부제로 서품하면서, 그에게 삼장서 논쟁으로 이탈리아 북부 교구들과 빚어진 갈등을 해결하라는 임무를 맡겼다. 그러나 이 문제는 그레고리오가 동로마 제국으로 떠나기 전까지 잘 해결되지 않았다.
그레고리오는 수도 생활을 매우 깊이 사랑하였다. 그는 수도자로 사는 것은 “우리 창조주만을 바라보며 열렬히 추구하는 것”이라고 말하였다. 수사가 된 그는 수도원에서 묵상과 공부에 몰두하였다. 특히 성경과 라틴 교부들의 문헌을 공부하고 고행에 힘썼다. 그의 세 고모는 모두 수녀가 되어 거룩한 생활로 명성을 쌓았다. 그러나 첫째 고모와 둘째 고모가 조상인 펠릭스 교황의 환시를 체험한 후에 갑작스럽게 선종하자, 막내 고모는 곧 수도 생활을 그만두고 자기 사유지의 집사와 혼인하였다. 이러한 가문의 스캔들에 대해 그레고리오는 초대받은 이는 많으나 선택받는 이는 거의 없다고 평가하였다. 한편 그레고리오의 모친 실비아는 성녀로 시성되었다.

## 교황 사절 (579년~585년)

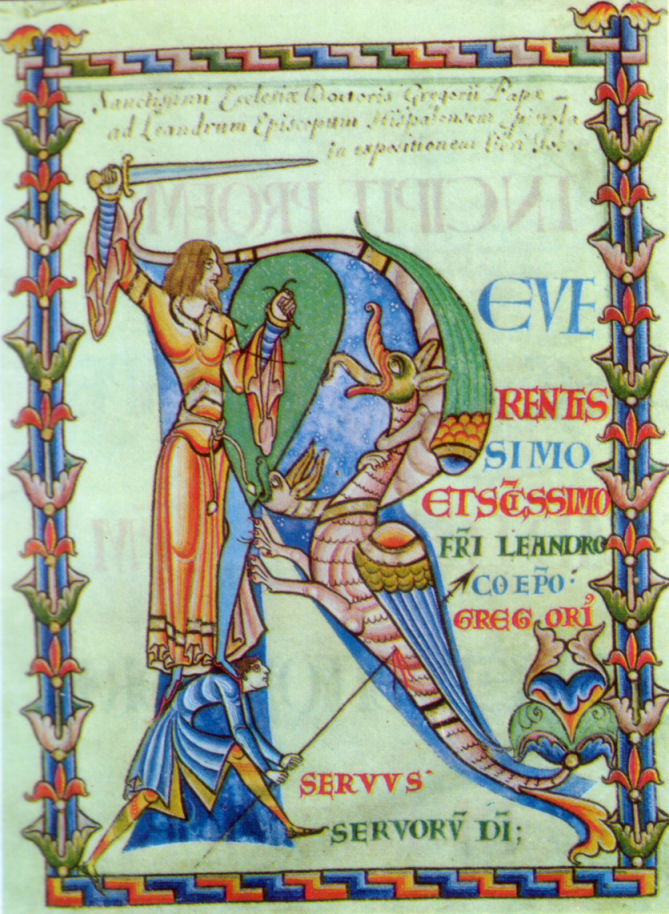
성 대 그레고리오가 세비야의 주교 성 레안데르에게 보낸 서신의 12세기 사본

579년 교황 펠라지오 2세는 그레고리오를 동로마 제국의 주재하는 자신의 사절로 임명하였다. 그레고리오는 586년까지 교황사절로 근무하였다. 펠라지오 2세는 앞서 578년 롬바르드족의 침입에 대항하기 위한 군사 원조를 요청하기 위해 성직자와 평신도로 구성된 사절단을 콘스탄티노폴리스에 파견했는데, 그레고리오도 여기에 속하였다. 그러나 동로마 제국의 군사력이 동방에 집중된 당시 상황에서 로마의 요청은 받아들여지지 않았다. 584년 펠라지오 2세는 그레고리오에게 로마가 롬바르드족 치하에서 겪고 있는 고난에 대해 설명하면서, 마우리키우스 황제가 구원군을 파견할 수 있게 힘써 달라는 내용의 서신을 써서 보냈다. 마우리키우스는 군사력을 동원하는 대신에 오랫동안 모략과 외교력을 집중 동원해 롬바르드족의 위협에 대처하기로 결심하였으며, 프랑크족과 롬바르드족을 서로 이간질하였다. 그레고리오는 동로마 제국이 결코 로마를 돕기 위해 군대를 파병하지 않을 것이라고 확신하였다. 왜냐하면 동로마 제국에게는 동쪽의 페르시아와 북쪽의 아바르족 및 슬라브족이 더 크고 직접적인 위협 대상이었기 때문이다.
그레고리오의 주요 임무는 동로마 황제에게서 로마에 대한 군사 원조 약속을 받아내는 것이었지만, 이미 동로마 황제의 대(對)이탈리아 정책 방향이 명확해진 이상, 달리 손 쓸 도리가 없었다. 만약 로마에 대한 군사 원조를 계속 요구했다간 곧 콘스탄티노폴리스 궁정에서 귀찮은 존재가 되어 버려서 황제와 만나서 이야기할 일이 없어질 수도 있었다. 그레고리오는 콘스탄티노폴리스 총대주교직에 복직된 에우티키우스에 반대하여 이미 12년 간 콘스탄티노폴리스 총대주교로 재직한 요한 스콜라스티쿠스의 정통성을 주제로 장문의 글을 작성해서 동로마 황제의 눈 밖에 나 있었다. 자신의 입지를 넓히기 위해 그레고리오는 콘스탄티노폴리스 궁정의 상류층과 인맥을 쌓는 일에 주력하였으며, 어느새 그는 도시 상류층, 그 중에서도 특히 귀족 여성들에게 많은 인기를 얻게 되었다. 그리하여 콘스탄티노폴리스에서 상당한 귀족들에게 영적 스승으로 자리매김하였지만, 이것이 곧 로마에 큰 이익을 가져다 줄 정도로 영향력 있는 위치는 있는 것은 아니었다. 요한네스 히모니데스에 의하면, 그레고리오는 콘스탄티노폴리스에 주재할 당시 이탈리아를 돕기 위해 열심히 노력했다고 하지만, 정작 펠라지오 2세가 지시한 목표들 가운데 어느 하나라도 달성한 것 같아 보이지는 않는다.
에우티키우스 총대주교와 있었던 신학 논쟁은 그레고리오에게 동방의 신학적 견해에 대해 좋지 않은 기억으로 남았으며, 이는 그가 교황으로 즉위할 때까지도 여운으로 남아 있었다. 그레고리오와 에우티키우스의 불화는 티베리우스 2세 황제 앞에서 공개적으로 논쟁함으로써 극에 달하였다. 그레고리오는 죽은 사람이 부활한 이후에도 손으로 직접 만질 수 있는 육신을 지닌 존재가 된다고 주장하며, 이에 대한 성경 구절을 인용하며 근거로 내세웠다. 전해지는 바에 따르면, 이렇게 서로 치열하게 논쟁을 벌인 끝에 그레고리오가 승리하여, 티베리우스 2세는 에우티키우스의 쓴 책들을 모두 불태우라고 지시하였다. 이는 그레고리오가 콘스탄티노폴리스에서 교황 사절로 주재할 당시 그나마 얻어낸 성과로 여겨진다. 사실 그레고리오는 에우티키우스와의 논쟁할 때, 오직 성경에만 의지하였다. 왜냐하면 그는 그리스어로 쓰인 권위 있는 문헌들을 읽지 못했기 때문이었다. 585년 그레고리오는 콘스탄티노폴리스를 떠나 로마로 돌아와 첼리오 언덕에 있는 수도원으로 다시 들어갔다. 590년 로마 전역에 전염병이 돌면서 펠라지오 2세가 선종하자 그의 후임자로 그레고리오가 추대되어 만장일치로 선출되었다. 그레고리오의 교황 선출은 그해 9월에 동로마 황제의 승인을 받았다.

## 교황 (590년~604년)
그레고리오 1세는 본래 여생을 세상 일에 관여하지 않고 그저 수도원에서 조용히 보내기로 계획하였지만, 본의 아니게 교황으로 선출되어 다시 세상 밖으로 나오게 되었다. 그가 교황으로서 임기를 시작한 첫 해 동안에 집필한 글들을 보면 자신에게 부과된 교황직의 막중한 부담감에 한탄하며, 과거 수사로서 누구에게도 방해받지 않는 기도 생활을 더는 누리지 못한다는 사실에 대해 안타까워했다는 사실을 알 수 있다. 590년 교황좌에 오르자마자 그가 가장 먼저 한 행동은 자신은 베드로좌에 대해 어떠한 욕심도 없었다고 고백하면서 수도자들의 사색적인 삶을 칭송하는 일련의 서한을 작성한 것이었다.
또한 그는 전염병으로 피해를 입은 로마 시민들을 위로하고 그들을 위해 사흘간 참회 기도를 하였다. 당시 그는 기도 행렬을 이끌고 성 베드로 대성전에서 옛 로마 황제 하드리아누스의 영묘(산탄젤로 성)까지 행진하였다. 기도 행렬이 순례를 마치고 돌아가던 도중, 그레고리오 1세는 대천사 미카엘이 손에 칼을 들고 하드리아누스의 영묘 위를 맴돌고 있는 환시를 목격했다. 교황은 그 환시가 사람들의 기도에 대한 응답이라고 믿었다. 그래서 이제 전염병은 끝날 것이라고 선포했고, 그의 말대로 전염병 환자가 더 이상 발생하지 않았다. 그 기념으로 그레고리오 1세는 하드리아누스의 영묘 위에 한 손에 칼을 든 청동 천사상을 세우도록 지시했다.
한편, 당시 성좌는 교황 젤라시오 1세 이래 여러 가지 이유 때문에 서방에서 효과적인 지도력을 발휘하지 못하고 있었다. 가령 갈리아의 주교들은 모두 해당 교구 지역의 대지주 가문에서 나왔으며, 또한 소속 가문과 동일시되는 것이 일반적인 상황이었다. 즉 대지주 가문들이 저마다 주교직을 독식하고 있는 상황이었다. 그레고리오 1세와 동시대 사람인 투르의 그레고리오 역시 갈리아에 있는 로마 원로원 의원 가문에서 태어났다. 히스파니아 주교들 같은 경우 서고트족 치하에 있었기 때문에 로마와의 교류가 원활하지 못하였다. 이탈리아의 경우 북쪽으로는 흉악한 랑고바르드족 공작들이, 남쪽으로는 동로마 제국의 라벤나 총독부가 있었기 때문에 항상 이들의 위협을 받으며 살아야만 했다.
《가톨릭 백과사전》(Catholic Encyclopedia)에 의하면, 그레고리오 1세는 대중의 강력한 지지로 선종하자마자 바로 성인으로 시성되었다고 한다.
그레고리오 1세는 공식 문서에서 스스로 ‘하느님의 종들의 종(servus servorum Dei)’이라는 칭호를 교황으로서는 처음으로 사용하였다. 그 이유는 당시 콘스탄티노폴리스 총대주교 자신을 가리켜 ‘세계 총대주교’라고 칭하자, 이에 반발하여 교황권이야말로 교회의 최고 권위임을 재확인시키기 위함이었다. 베드로좌는 모든 교회의 우두머리이며 전체 교회의 관심과 수위권이 베드로의 후계자에게 위임되어 있다. 따라서 교황은 신앙의 머리이다. 각 주교는 해당 지역에서 저마다 사목권을 유지하지만, 교황과 긴밀하게 연결되어 있다. 그렇기 때문에 교황좌에 예속되어 있지 않은 주교는 없으며, 콘스탄티노폴리스 총대주교 역시 예외는 아니다. 하지만 이러한 교황의 위상은 교회를 위해 봉사하고 섬기기 위한 것이며, 하느님 백성의 영적 이익을 위한 것이다. 즉 그레고리오 1세는 교황권을 지배하는 특권이 아니라 봉사하는 특전으로 이해한 것이다. 그레고리오 1세 이후 후임 교황들 역시 이 칭호를 즐겨 사용하게 된다.
더 나아가 그레고리오 1세는 “제국과 교회를 동일한 실체로 해석한 후, 하나의 공동체 내에서 상호 보완적인 임무를 띠고 있는 교황과 황제 중, 교황이 보다 중요한 영적인 문제를 관장하기 때문에 황제도 궁극적으로 교황에게 복종해야 한다고 주장했다.

## 활동

### 선교

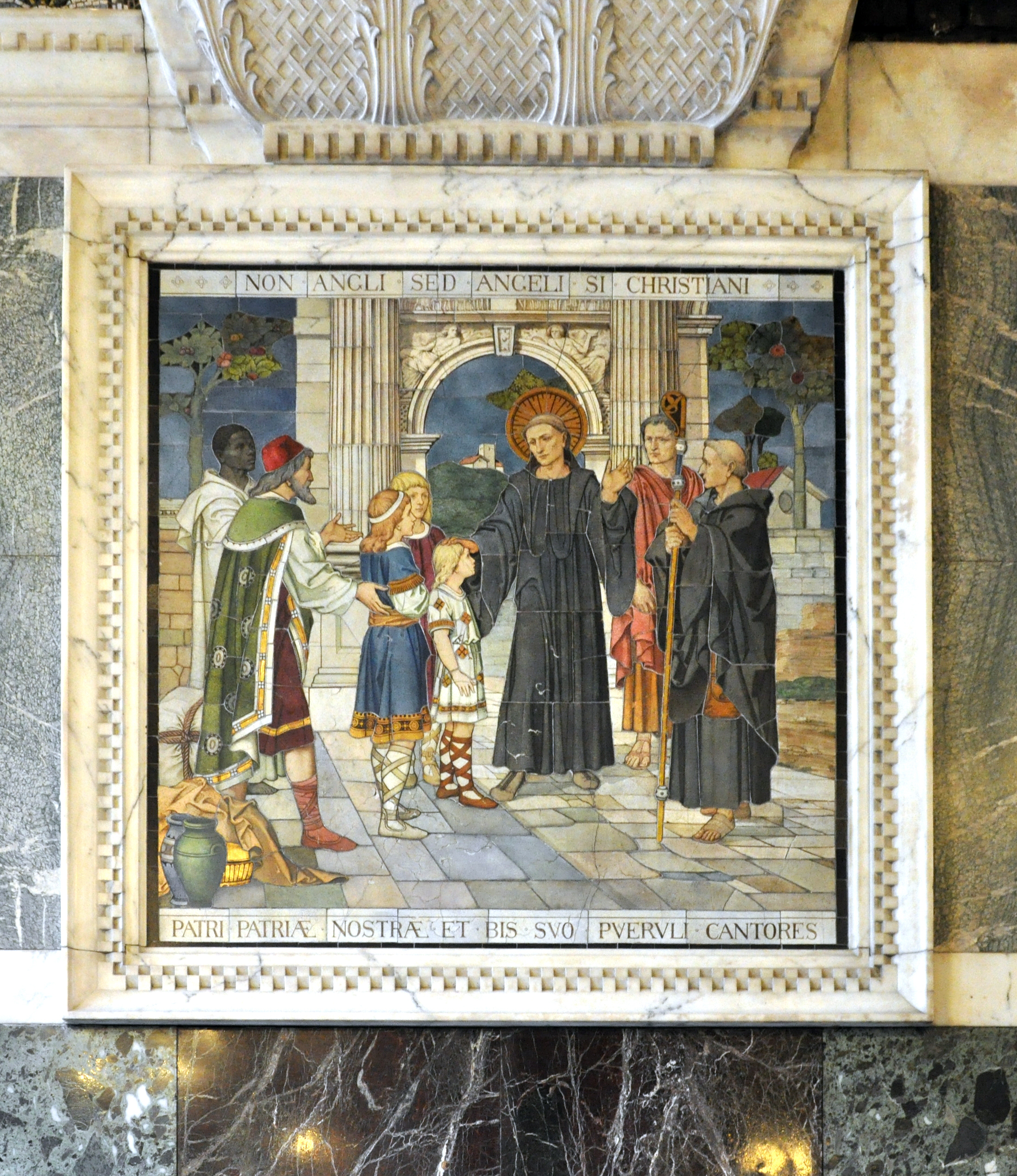
영국 런던의 웨스트민스터 대성당에 있는 19세기 모자이크.

그레고리오 1세는 북유럽의 비(非)기독교 백성들에 대한 교회의 전교 활동을 조직화하여 이를 독려하였다.그 가운데 가장 대표적인 것이 바로 그레고리오 선교라고 불리는 잉글랜드의 앵글로색슨족 이교도들에 대한 복음화였다. 그레고리오는 수도원장으로 있을 당시 로마 시내 광장을 거닐던 중에 우연히 잉글랜드에서 온 포로들이 노예 시장에서 매매된 것을 목격한 적이 있었는데, 이후로 그 장면을 한시도 잊은 적이 없었다고 한다. 베다는 다음과 같이 기록하였다.
그레고리오는 그들의 하얀 피부와 반듯한 용모, 뛰어나게 아름다운 머리카락 등에 충격을 받았다고 한다. 그리고 잠깐 그들을 바라보다 그들이 어느 지역에서 왔는지 물었다. 그들은 브리타니아에서 왔고, 그곳 주민들은 모두 그렇게 생겼다는 대답이 돌아왔다. 그레고리오는 다시 그 섬의 사람들이 그리스도교도들인지 물었고, 그들은 이슬람교도라고 말했다. 그는 말하였다. “아, 가련하게도 어둠을 만든 자가 이토록 환하고 아름다운 이들을 가졌구나. 그리고 이들은 겉으로는 우아하게 빛나지만, 내면의 우아함은 공허하구나.” 그리고는 그의 이름이 무엇인지 물었다. 그들은 ‘천사들’이라고 불린다고 했다. 이에 그레고리오가 말했다. “그렇게 불릴 만도 하군. 얼굴은 천사와 같고, 그런 사람들이 하늘나라에 사는 천사들의 후계자들이었을 테니.”
베다에 따르면, 이 일로 잉글랜드를 위한 전교 활동이 반드시 필요하다고 강하게 확신한 그레고리오는 교황 펠라지오 2세에게 청하여 일단의 선교사들을 이끌고 잉글랜드로 향한다는 허락을 받았다고 한다. 그레고리오는 잉글랜드로 떠나지만 그가 읽고 있던 성경 위로 메뚜기 한 마리 때문에 길을 멈추었다. “메뚜기(locusta)라니! 이는 머물러 있으라(loco sta)는 뜻이다!”라고 그는 외쳤다. 교황직에 오른 이후에도 그레고리오는 잉글랜드를 잊지 않았다. 597년에 그는 자기 수도원의 수사들을 선교사로 임명하여 잉글랜드에 파견하였다. 그는 선교사들에게 다음과 같이 당부하였다. “전능하신 하느님께서는 착한 사람들에게 권위를 주시어 그들을 통해 당신의 자비를 백성들에게 베풀어주십니다. 여러분의 사목지로 맡겨진 잉글랜드가 바로 그 경우입니다. 여러분에게 내려진 하느님의 강복은 또한 여러분의 손을 통해 여러분이 사목할 백성들에게도 내려질 것입니다.” 그리하여 캔터베리의 아우구스티노와 그의 동료 수사 40명은 잉글랜드 교회의 창시자들이 되었다. 잉글랜드 교회는 대교구 두 곳과 교구 열두 곳이 설정되었으며, 캔터베리 교구를 수좌 교구로 결정하였다. 그레고리오 1세는 잉글랜드에서의 전교 활동이 성공을 거두자, 네덜란드와 독일에도 선교사들을 파견하였다. 가톨릭 신앙을 전파하고 이에 위배되는 모든 이교 및 미신을 제거하는 것은 그레고리오 1세가 세상을 바라보는 시각에 있어서 가장 중요한 요소였다. 더불어 이는 그가 교황으로 재임하는 기간 내내 유지된 중요한 정책 가운데 하나이기도 하였다. 한편, 그레고리오 1세 이전의 시기에는 성당에 조상(彫像)을 두는 것이 금지되어 있었다. 하지만 그레고리오 1세는 그림과 조각상이 글을 모르는 이들에게 책의 역할을 할 수 있다고 생각하여 교리나 성경 내용의 예술적 표현을 지지했다. 이후 성화상 예술이 발전하게 되면서, 사람들은 성당에 성상이나 성화 등 형상을 두는 것에 대해 비난을 받을 때면 그레고리오 1세의 말을 인용하곤 하였다.

### 전례 개혁
교황 그레고리오 1세는 많은 요소를 없애거나 수정하거나 추가하는 등 전례를 대대적으로 개정하였으며, 이 미사는 트리덴티노 미사가 출현하기 전까지 봉헌되었다. 그레고리오 1세는 로마 미사 전문이 끝난 후 빵 나눔 예식을 하기 전에 주님의 기도를 바치도록 하였다. 이 배정은 오늘날까지도 유지되고 있다. 또한, 로마 미사 전문에 “주님, 저희 봉사자들과”(Hanc igitur)라는 구절을 첨부하였으며, 미사를 시작할 때 자비송을 집전 사제와 회중이 번갈아가며 응답하는 형식으로 “주님, 자비를 베푸소서.”(Kyrie, eleison)를 세 번, “그리스도님, 자비를 베푸소서”(Christe, eleison)를 세 번, 마지막으로 “주님, 자비를 베푸소서.”를 다시 세 번, 합해서 총 아홉 번을 바치도록 하였다. 그리고 로마 전례에서 부제들의 역할을 최소화하였다.
그레고리오 1세에 의해 개혁된 성사 예식들은 ‘그레고리오 성사’(Sacrementaria Gregoriana)라고도 불리는데, 이를 집대성한 《그레고리오 성사 예식서》(Sacramentarium Gregorianum)가 전해진다. 이 예식서는 그레고리오 1세에 의해 집필이 시작되어 11세기에 완성된 것으로 보인다. 그레고리오 1세에 의해 성사 예식들이 개혁되면서 서방 교회의 전례는 동방 교회의 전례와는 뚜렷하게 구별되기 시작하였다. 변화가 거의 없는 동방 교회의 전례 양식과는 달리, 로마와 기타 서방 교회의 전례 양식은 축일이나 전례력의 변경이 반경되어 수많은 기도문이 만들어졌다. 그리하여 로마 미사 전문 뿐만 아니라 본기도와 감사송도 여러 종류가 나오게 되었다.
동방 정교회에서는 그레고리오 1세가 미리 축성된 성찬예배를 제정했다고 보고 있다.
그레고리오 1세는 그의 인생에서 마지막 13년(590년~604년) 동안에 무슨 일을 했는지 정확하게 알 수 있는 서신을 850통 이상 작성하였다. 그레고리오 1세의 서신을 모은 14권의 책은 그의 재위기간 중에 일어난 거의 모든 일이 수록되어 있어 역사적으로 중요한 자료이다. 그레고리오 1세의 성격이나 생각 등은 상당 부분 베일에 가려져 있기 때문에 그의 자서전을 제대로 집필하는 것은 불가능하며, 단지 추정해서 집필할 수 있을 뿐이다.

#### 그레고리오 성가
서양의 단선율 성가의 주요 양식은 9세기 말엽에 표준화가 되었는데, 이는 교황 그레고리오 1세가 주도적으로 행한 것이다. 그러한 연유로 그의 이름을 따서 그레고리오 성가라는 이름이 붙어졌다. 그레고리오 1세 사후 300년이 지난 후에 요한네스 히모니데스가 집필한 그레고리오 1세의 전기에서는 이를 그레고리오 1세의 업적으로 돌리며, 그레고리오 성가가 로마 성가와 피핀과 샤를마뉴 등이 다스렸던 프랑스-독일 제국 치하에 있던 프랑크족 성가의 융합으로 탄생한 결과물이라고 적고 있다.

### 저술
그레고리오 1세는 일반적으로 중세의 교황 제도를 확립한 사람으로 평가받고 있으며, 중세 영성의 시작 역시 그의 공적으로 평가받고 있다. 그레고리오 1세는 5세기부터 11세기까지 재위하였던 교황들 가운데 서신과 저술이 많이 보존되어 있는 유일한 교황이다. 그가 집필한 저술들은 대략 다음과 같다.
- 《욥기 주해》(Magna Moralia)는 가장 오래된 교부 문헌 가운데 하나이다. 591년 초에 작성된 것으로 추정된다. 이 책은 그레고리오 1세가 콘스탄티노폴리스에 주재할 때 자신을 따라온 로마인 신자들에게 욥기의 내용에 대해 설명한 것을 기록한 것인데, 오늘날 우리가 보는 책은 그레고리오 1세가 교황이 되면서 곧바로 개시한 개정 작업을 통해 완성한 결과물이다.[42]
- 《사목 규범》(Liber regulae pastoralis)은 주교직의 특성에 대해 설명한 책이다. 사목직에 맞는 인물과 사목에 대한 올바른 동기, 사목자의 덕성, 다양한 사람들에게 하는 강론, 사목자가 빗나가지 않도록 양심 성찰을 규정하고 있다. 이 책은 그레고리오 1세가 교황으로 선출되기 전에 집필이 시작되어 591년에 완료되었다.
- 《대화록》은 6세기 이탈리아 전역에서 활동하였던 성인들(대부분 수사)의 행적과 기적 등에 대한 글을 총 4권의 책으로 나누어 집필한 것이며, 이 가운데 제2권은 누르시아의 성 베네딕토의 생애 전반을 다루고 있다.[43]
- 《강론집》은 다음과 같이 구성되어 있다.
  - 《에제키엘서 강론집》(Homilae in Hiezechielem)은 에제키엘서 1장 1~4절과 3절 그리고 40장을 다루고 있다. 이 강론집에는 롬바르드족이 로마를 포위 공격했던 592년에서 593년 사이에 그레고리오 1세가 미사 중 강론들을 담고 있으며, 심오하면서도 신비스러운 내용이 포함되어 있다. 이 강론집은 8년 후에 개정되었다.
  - 《4대 복음서 강론집》(Homilae xl in Evangelia)은 591년에서 592년에 걸쳐 미사 중 강론들을 모은 것으로, 593년에 집필이 완료되었다.
  - 《아가 강론》(Expositio in Canticis Canticorum)은 아가 1장 9절에 대한 강론이 들어 있으며, 그레고리오 1세가 아가를 주제로 강론한 것 가운데 유일하게 오늘날까지 전해지고 있는 것이다.
- 《열왕기 상권 주해》(In Librum primum regum expositio)
- 그레고리오 1세가 작성한 854편의 서한들 가운데 일부 사본이 남아 있다. 교황의 서한 사본들은 필사가들에 의해 한 권의 책에 옮겨 기록되었으며, 이 서한집은 나중에 원통형 두루마리 용기에 보관되었다. 9세기 요한네스 히모니데스가 그레고리오의 생애를 집필할 때, 그레고리오 1세의 서한집은 (얼마나 많은 양인지 어림잡기가 쉽지 않지만) 14장의 파피루스 두루마리로 구성되어 있다고 기록하였다. 비록 오늘날 두루마리 원본은 분실되었지만, 나중에 사본으로 작성된 서한 854편은 아직까지 보존되어 있다. 그 가운데 가장 많은 한 묶음은 교황 하드리아노 1세의 지시로 작성된 편지 사본 686편이다.[42] 사본의 대부분은 10세기에서 15세기에 걸쳐 바티칸 도서관으로 이관되었다.[44]

그레고리오 1세의 저술에 대해서는 다양한 의견이 존재한다. 노먼 캔터는 “그의 인물됨은 애매모호하여 우리에게 있어 수수께끼 같은 것이다.”라고 평하였다. 이어서 그는 “한편으로 그는 유능하고 결단력 있는 행정가이자 능숙하고 지혜로운 외교관이면서 놀라울 정도의 세련됨과 꿈을 지닌 지도자였다. 그러나 다른 한편으로는 사적 신심을 지나치게 중시하고 무엇이든 쉽사리 잘 믿는 수사이기도 하였다. 배움에 적대적이었으며, 신학자치고는 견해가 매우 한정적인 데다가, 성인들과 기적, 성유물 등에 과도하게 집착하는 경향이 있었던 것으로 보여진다.”라고 평하였다.

### 에우티키우스와의 갈등
그레고리오 1세는 콘스탄티노폴리스에서 교황 사절로 주재했던 시절에 콘스탄티노폴리스 총대주교 에우티키우스와 신학적 논쟁을 벌였다. 당시 에우티키우스는 죽은 이의 부활을 주제로 한 논문을 발표하였는데, 오늘날 이 논문은 남아 있지 않다. 에우티키우스는 죽었다가 부활한 육신은 공기보다 느끼기 힘들며, 물질적으로 만질 수 있는 성질이 아닐 것이라고 주장하였다. 이에 대해 그레고리오는 부활한 그리스도의 육신에 대한 내용이 언급된 루카 복음서 24장 39절을 근거로 해서 부활한 육신 역시 분명히 물질적인 형태라고 반박하였다. 두 사람 간의 논쟁이 치열하게 전개되자 동로마 황제 티베리우스 2세가 이를 중재하려고 나섰다. 황제는 부활한 후의 사람의 육신도 물질적인 형태라는 주장에 손을 들어, 에우티키우스의 책들을 모조리 불태우라고 지시하였다. 바로 그 직후에 그레고리오와 에우티키우스 모두 병이 났다. 그레고리오는 회복되었지만, 에우티키우스는 582년 4월 5일 70세의 나이로 사망하였다. 에우티키우스는 임종 직후에 자신의 주장을 철회하면서 그레고리오는 논쟁을 그만두었다. 에우티키우스가 사망한 지 몇 주 후에는 티베리우스 2세 황제가 뒤따라 사망하였다.

### 복음서에 나오는 여인들
그레고리오 1세는 요한 복음서 12장 1절~8절에 나오는 베타니아의 마리아가 마리아 막달레나와 동일인물이라고 추정하였다. 일부에서는 이 일을 공관복음서에 등장하는 죄인인 여자가 자신의 눈물과 머리카락으로 예수의 발을 닦은 다음에 입을 맞추고 향유를 부어 바른 일과 동일한 것이었다고 추정하였다. 그레고리오 1세는 강론 시간에 루카 복음서의 해당 구절에 대해 다음과 같이 말하였다. “루카는 죄인이라고 부르고, 요한은 마리아라고 부른 이 여자는 바로 마르코가 예수님께서 일곱 마귀를 쫓아 주신 여자라고 말한 마리아 막달레나로 여겨진다.” 오늘날 성경학자들은 베타니아의 마리아와 마리아 막달레나, 그리고 죄인인 여자는 서로 다른 인물로 보고 있지만, 일부에서는 아직도 세 인물을 같은 인물로 취급하는 경향이 남아 있다.

## 회화에서의 표현

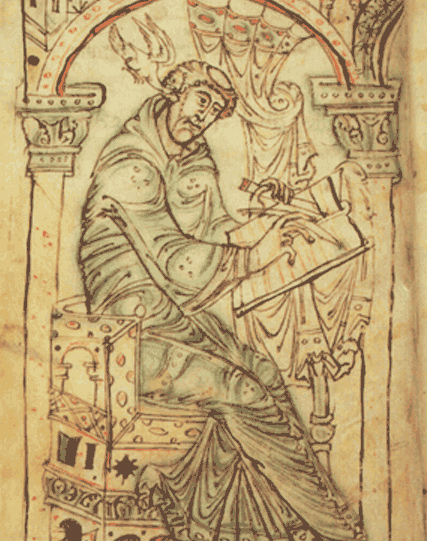
성 대 그레고리오와 비둘기

예술계에서는 그레고리오 1세를 묘사할 때,대개 교황관과 교황 십자가 등 교황의 정복을 차려입은 위엄 가득한 모습으로 그리곤 한다. 하지만 이러한 묘사는 실제로 그가 입었던 의복과는 많이 다르다. 초창기 회화에서는 탁발한 머리와 더불어 단순히 수도복을 착용한 소박한 모습으로 묘사되었다. 동방 정교회의 이콘에서는 주교 복장을 한 채 복음서를 손에 들고 있거나 오른손으로 강복을 내리는 모습으로 그려지는 경향이 있다. 그레고리오 1세는 당시 살아있는 사람을 묘사할 때 첨가한 후광을 자신을 묘사하는 그림에도 첨부하는 것을 허용했다는 기록이 있다. 그러나 무엇보다도 그레고리오 1세를 묘사한 회화 가운데 가장 대표적인 것은 바로 비둘기와 함께 있는 모습이다. 그레고리오 1세의 친구 베드로 부제가 기록한 바에 따르면, 그레고리오 1세가 에제키엘서 내용에 대해 설명하고 그의 비서가 이를 받아 적고 있었는데, 그와 그의 비서 사이에는 커튼이 드리워져 있었다고 한다. 그러나 하루는 그레고리오 1세가 오랜 시간 말 없이 조용히 있자, 비서는 이를 이상하게 여겼다. 궁금함을 못 이긴 비서가 커튼에 구멍을 뚫어서 들여다보니, 비둘기가 그레고리오 1세의 머리 위에 앉아 자신의 부리를 그의 입에 갖다대며 속삭이는 것이었다. 비둘기가 부리를 거두자, 그레고리오 1세가 입을 열어 말했다. 그리고 비서는 즉시 그의 말을 받아 적었다. 그러나 그레고리오 1세가 다시 조용해지자 비서가 다시 구멍을 통해 안을 들여다 보니, 비둘기가 다시 부리를 교황의 입에 대고 속삭이고 있었다. 이 장면은 10세기 이후부터 복음사가들을 묘사하는 전통적힌 표현법 가운데 하나가 되었다. 이러한 회화에서 복음사가들은 종종 책이나 두루마리에 받아쓰는 모습으로 그려진다.

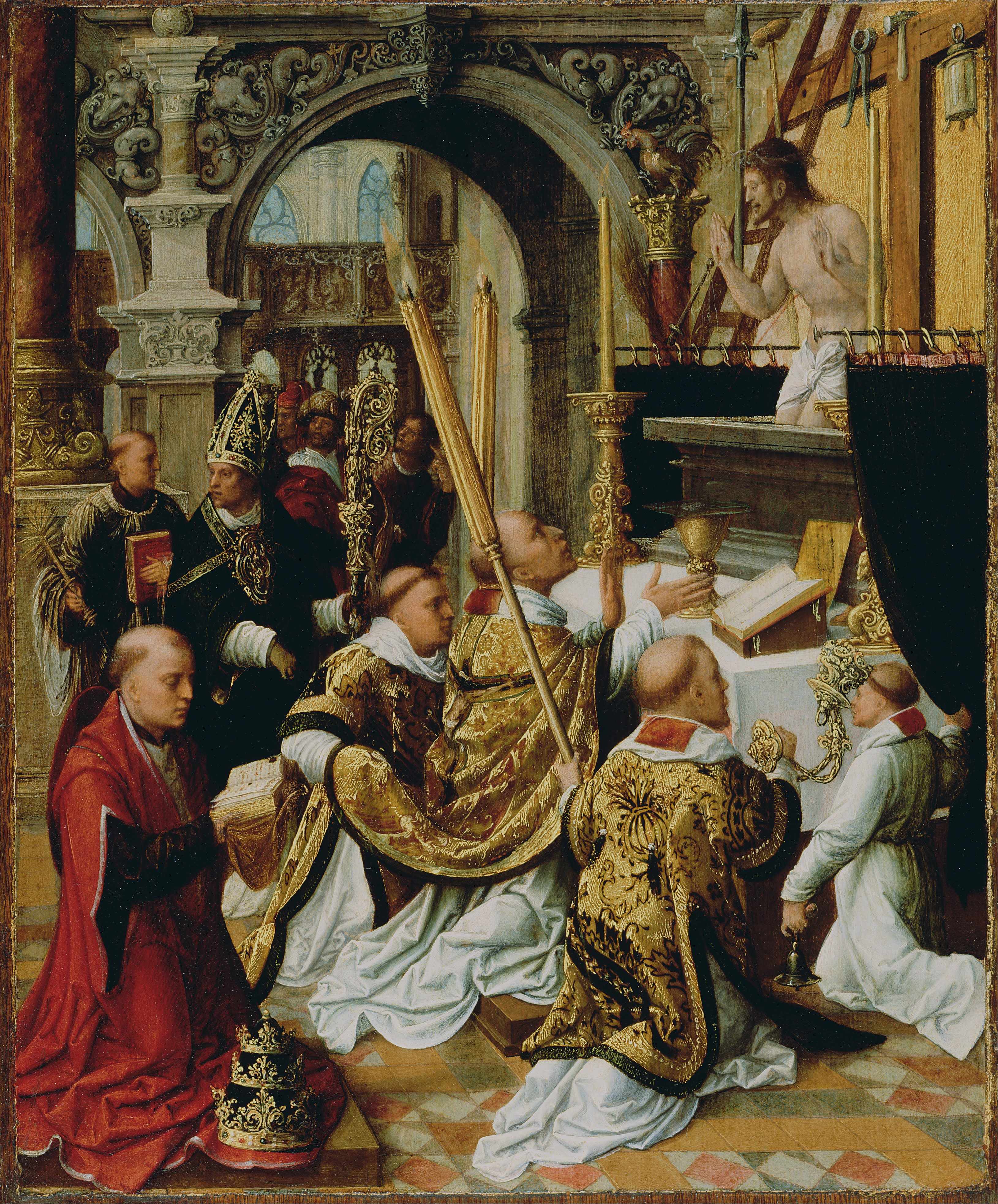
아드리엔 이센브란트가 그린 성 그레고리오의 미사

중세 후반부에 들어서면서 ‘성 그레고리오의 미사’를 주제로 한 회화가 등장하게 되는데, 그 유래는 7세기부터 전해지는 이야기에서 비롯되었다. 그레고리오 1세가 미사를 집전하던 중에 제대 위에 그리스도가 고통에 찬 모습(비탄의 그리스도)으로 나타난 장면을 환시로 본 것이다. 이 주제는 15세기와 16세기에 그리스도의 실재적 현존에 대해 강조하던 당시 추세를 반영하여 보편화되었으며, 종교 분열 이후에는 프로테스탄트의 주장에 반박하기 위한 효과적인 수단이기도 하였다.

## 자선
기독교에서 자선은 애긍(哀矜) 또는 희사(喜捨)라고도 부르는데, 신약성경 마태오 복음서 19장 21절에 다음과 같이 정의되어 있다. “네가 완전한 사람이 되려거든, 가서 너의 재산을 팔아 가난한 이들에게 주어라. 그러면 네가 하늘에서 보물을 차지하게 될 것이다. 그리고 와서 나를 따라라.” 즉 곤궁한 상태에 있는 사람 또는 시설에, 기독교적인 사랑에 입각하여 베푸는 물질적·경제적 원조를 의미한다.
그레고리오 1세는 로마에서 가난한 사람들, 특히 랑고바르드족의 침략을 피해 피난 온 사람들을 구제하기 위한 자선사업을 벌인 것으로 알려졌다. 그가 자선사업을 한 배경은 모든 재산은 가난한 사람들의 것이며, 교회는 단지 그들의 재산을 관리하는 관리인일 뿐이라는 생각 때문이었다. 로마의 부유층들은 자신들의 재산을 그레고리오 1세에게 기부하여 가난한 사람들을 돕게 하였는데, 그럼으로써 하느님으로부터 자신들이 저지른 죄를 용서받기를 원하였다. 그레고리오 1세는 구호품을 개개인은 물론 집단에게도 넉넉하게 골고루 나누어 주었다. 그는 작성한 서신 가운데 다음과 같은 글이 있다.
“주님께서는 나를 대리자로 삼으시어 힘겨워하는 가난한 사람들을 구제하는 책임을 맡기셨습니다.”
“나는 가난한 사람들의 재산을 보살피는 관리인의 책임을 맡고 있습니다.”
그레고리오 1세와 그의 가문은 빈민 구제를 위해 음식과 옷 등의 소모품을 포함하여 부동산과 예술품, 투자자산, 농토 등 다양한 종류의 재산을 교회에 기부하였다. 교회는 각 교구마다 부제들을 배치하여 가난한 사람들에게 구호품을 배분하는 정책을 이미 실행하고 있었는데, 그레고리오 1세는 가난한 사람들이 언제라도 도움을 청할 수 있는 사무소를 설치할 것을 지시하였다.
그레고리오 1세가 교황이 된 590년 당시 로마를 포함한 이탈리아의 상태는 엉망이었다. 롬바르드족이 이탈리아 반도 중에서 비옥한 영토를 많이 점령한 것이다. 롬바르드족의 약탈 때문에 이탈리아의 경제는 거의 마비되었다. 그들은 로마 성문 바로 앞에 진지를 지었다. 그리하여 로마 시내는 각양각색의 피난민들로 넘쳐나게 되었다. 이들은 집도 없이 길거리에 나와 살았으며, 생필품도 거의 없었다. 제국 정부의 소재는 로마에서 멀리 떨어진 콘스탄티노폴리스에 있었기 때문에 이탈리아를 롬바르드족의 위협으로부터 지켜주는 것은 사실상 요원해 보였다. 그레고리오 1세를 포함한 교황들은 로마를 지켜달라고 수차례 콘스탄티노폴리스에 사절을 보냈으나, 소용이 없었다.
콘스탄티노폴리스로부터의 지원을 마냥 기다릴 수만은 없었던 그레고리오 1세는 교회 자원들을 빈민 구제를 위한 용도로 전환하였다. 그로 인하여 그레고리오 1세는 자신이 높은 회계 능력을 지녔음을 증명해 보였는데, 사실 그가 확립한 회계원칙은 세속에서는 수세기 후에 생성되어 발전된 것들이었다. 그레고리오 1세 덕분에 교회는 이미 세속 정부에 앞서 기본적인 회계 장부들을 갖게 되었다. 모든 비용은 ‘레제스타’(regesta)라고 불리는 장부에 기록되었는데, 이 장부는 금액과 수령자, 그리고 돈이 오고 간 상황들을 정리한 내용을 담고 있었다. 수입은 ‘폴리피치’(polyptici)라는 책에 기록되었다. 이 폴리피치의 상당수는 성당의 운영비와 교회 부동산 재산 등이 기록되었다. 교황청은 원로 사제의 감독하에 이러한 장부들을 보관하면서, 각 본당 사제의 재산 목록을 발간하였다.
그레고리오 1세는 성직자 및 수도자들에게 빈민들에게 찾아가 그들을 구제할 것을 적극적으로 요청하였으며, 그러지 않은 이들에 대해서는 책망하였다. 그는 시칠리아의 한 성직자에게 다음과 같은 내용의 서신을 써서 보냈다. “나는 그대에게 무엇보다도 먼저 가난한 사람들을 보살피라고 요청하였습니다. 그러기 위해서 그대는 누가 가난한 생활을 하고 있는지 알아야만 할 것입니다. … 나는 그대가 파텔리아라는 이름의 그 부인에게 40솔리디를 주어 자녀들에게 신발을 사주게 하고, 추가로 40부셸의 식량을 주기를 바라랍니다.” 그레고리오 1세는 빈민구휼에 비협조적이거나 무능력한 성직자들은 과감하게 해임하였으며, 동시에 자신이 품은 원대한 계획을 실현에 옮기려고 하였다. 그는 지출을 늘리려면 그만큼 소득도 늘려야 한다는 것을 이해하고 있었다. 그는 인상되는 지출을 채우기 위해 투자자산을 자금화하였으며, 장부에 기록된 예산안에 따라 현금으로 그 비용을 충당하였다. 성직자들은 1년에 4차례 사례금을 받았는데, 개인적으로 빈민 구제를 위해 힘쓴 노고에 대한 대가로 금화를 지급받기도 하였다.
하지만 돈은 기아 직전 상태인 도시에서 식량을 대신할 수 없었다. 심지어 부유층도 함께 굶주리는 상황이 되었다. 교회는 3,400제곱킬로미터에서 4,700제곱킬로미터 정도의 넓은 면적을 지닌 수익형 농지를 여러 개 갖고 있었다. 이를 ‘파트리모니아’(patrimonia)라고 불렀다. 이곳에서 농작물을 비롯한 여러 종류의 물품이 생산되어 매매되었는데, 그레고리오 1세가 개입하여 이 물품들을 로마로 배송하도록 하였다. 그는 생산 속도를 늘릴 것을 지시하였고 할당량을 주었으며, 이를 이행하기 위한 행정조직을 만들었다. 물품을 생산하는 하위 계층은 ‘루스티쿠스’(rusticus)라고 불렸다. 루스티쿠스에 속한 이들 중 일부는 노예이거나 노예를 소유한 이들이었다. 그레고리오 1세는 자신이 지주로 있는 토지의 소작농들에게 생산 곡물 중 일부를 넘겨주었다. 곡물, 와인, 치즈, 고기, 생선과 기름 등이 대량으로 로마에 들어오기 시작했고, 그것들은 구호품으로 빈민들에게 무료로 배분되었다.
빈민들에게의 구호품 배부는 매월 이루어졌다. 하지만 빈민들 중 상당수는 여전히 길거리에 살거나 매월마다 배당식량을 수령하러 가기에는 건강 상태가 좋지 않았다. 이를 해결하기 위해 그레고리오 1세는 수사들을 동원하여 매일 아침마다 식량을 지침하고 그들에게 보내 구휼하도록 하였다. 그레고리오 1세는 빈민들이 먼저 식량을 공급받기 전까지는 절대로 먼저 식사하지 않았다고 전해진다. 또한, 부유층에 속하지만 궁핍한 이들이 구호품을 받는 것에 수치심을 느낄 것을 염려한 그레고리오 1세는 손수 그들을 위한 요리를 만들어 보내주었다고 한다. 그는 식사할 때, 12명의 빈민들을 손님으로 초대해 같이 식사하였다. 그때 사용한 대형 식탁은 오늘날까지 보존되어 있다. 어느 뒷방에서 한 가난한 사람이 죽은 채 발견되었다는 소식을 들은 그레고리오 1세는 자신의 의무를 다하지 못한 살인자라고 자책하며 수일 동안 우울증에 빠지기도 하였다.
이러한 그레고리오 1세의 여러 가지 업적 및 선행과 그의 고결한 인품은 로마 시민들의 마음을 사로잡기에 충분했다. 로마 시민들은 동로마 제국 대신에 교황의 통치를 받기를 원하게 되었으며, 로마 시장에 한 사람도 입후보하지 않았다. 라벤나에 동로마 황제가 파견한 총독이 있기는 했지만, 제국의 도움을 받을 수도 없었고 자력도 없었기 때문이다. 게다가 롬바르드족의 위협으로부터 로마를 지켜주지 않은 동로마 제국 정부가 그레고리오 1세가 롬바르드족과 화친을 맺은 것에 대해 비난하자 로마 시민들은 크게 분개하였다. 그레고리오 1세 시대부터 이탈리아 민족주의가 등장하기 전까지, 교황은 이탈리아 정치에서 가장 영향력이 큰 존재로 군림하였다.

## 사후의 영향과 평가

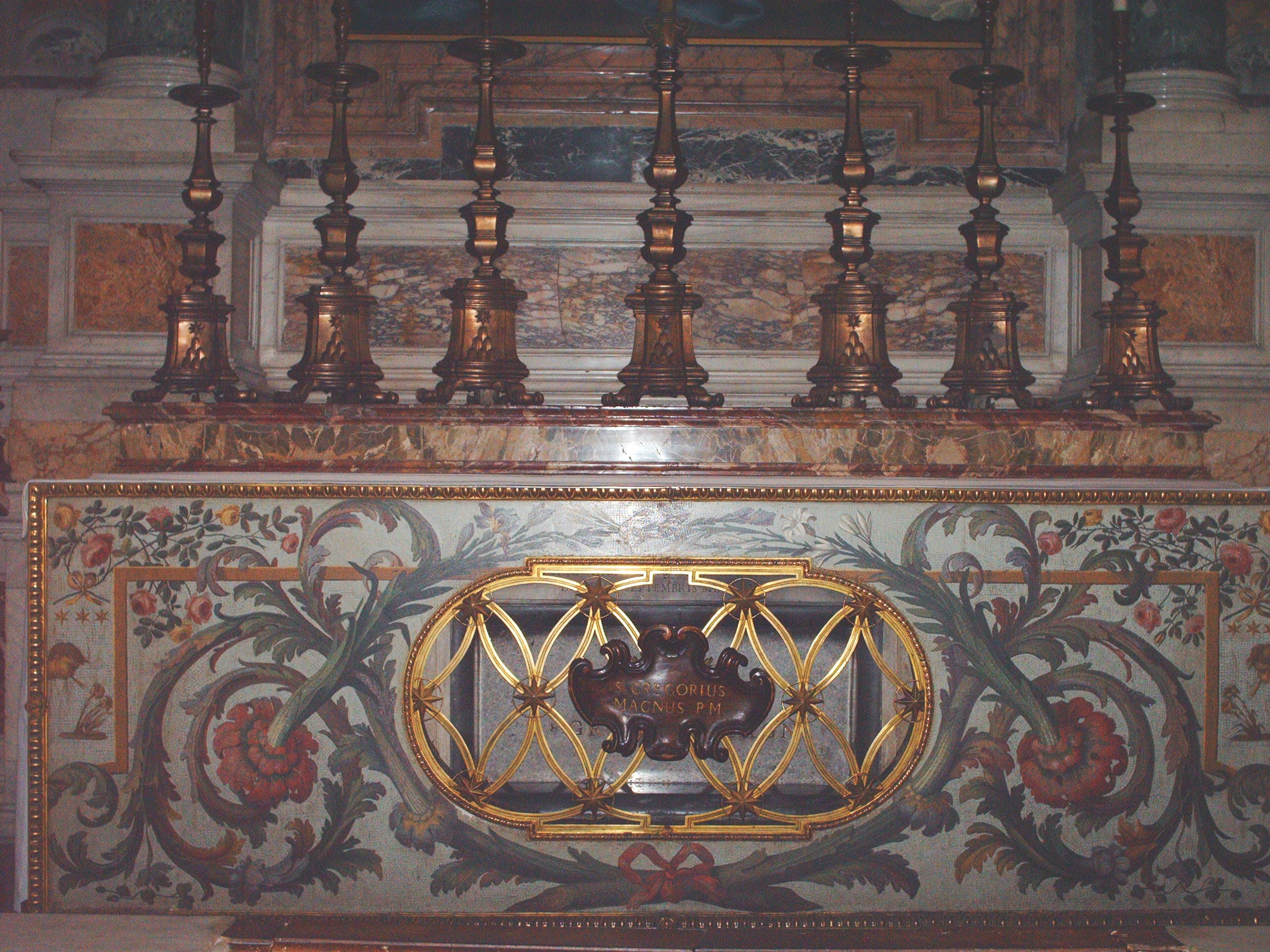
바티칸 성 베드로 대성전에 있는 성 대 그레고리오의 무덤

599년 그레고리오 1세는 일기에서 “열한 달 만에 나는 거의 침대를 떠날 수 없게 되었다. 통풍과 고통스러운 근심들로 너무 괴로운 나머지…매일 죽음의 안식을 기다린다.”고 적었으며, 600년에는 “근2년 동안 나는 침상 위에 매여 있었다. 통증이 너무 괴로워서 축일에조차 세 시간 동안 일어나 미사를 봉헌하기가 버겁다. 나는 매일 죽음의 문턱에 서고, 매일 그 앞에서 내쳐진다.”고 적었다. 그리고 601년에는 다음과 같은 글을 남겼다. “오랫동안 침상을 떠나지 못했다. 나는 애타게 죽음을 기다린다.” 그레고리오 1세가 선종한 때는 604년이었다.
그레고리오 1세가 선종한 이후에도 그의 영향력은 매우 짙게 남아 있었다. 잉글랜드에서는 그레고리오 1세 사후에도 한동안 그를 ‘우리의 그레고리오’(Gregorius noster)라고 불렀다. 처음으로 그레고리오 1세의 생애에 대한 전기(傳記)가 쓰여진 것은 713년 잉글랜드의 휘트비에 있는 한 수도원에서였다. 이는 로마나 이탈리아에서 그레고리오 1세에 대한 전기가 쓰여진 것보다 훨씬 앞선 일이었다. 잉글랜드에서 그레고리오 1세는 캔터베리의 아우구스티노와 더불어 잉글랜드의 복음화와 변혁을 가져 온 중요한 인물로 평가받고 있다. 이탈리아에서 그레고리오 1세의 생애를 집필한 최초의 전기작가는 9세기 요한네스 히모니데스이다.
제2차 바티칸 공의회 이후 1969년에 개정된 현행 로마 가톨릭교회의 전례력에서는 성 대 그레고리오의 축일을 9월 3일로 지정하고 있다. 그 전까지 로마 전례력은 그의 축일을 3월 12일로 지정하였는데, 이 날은 604년 그가 선종한 날이다. 하지만 3월 12일은 언제나 사순 시기에 속하는데, 이 기간은 40일 동안 그리스도의 수난을 묵상하며 참회와 속죄를 하는 시기이기 때문에 503년 그레고리오 1세가 주교로 서품받은 날인 9월 3일로 축일이 변경되었다.

## 같이 보기
- 교황 목록